# Barbara Bosson

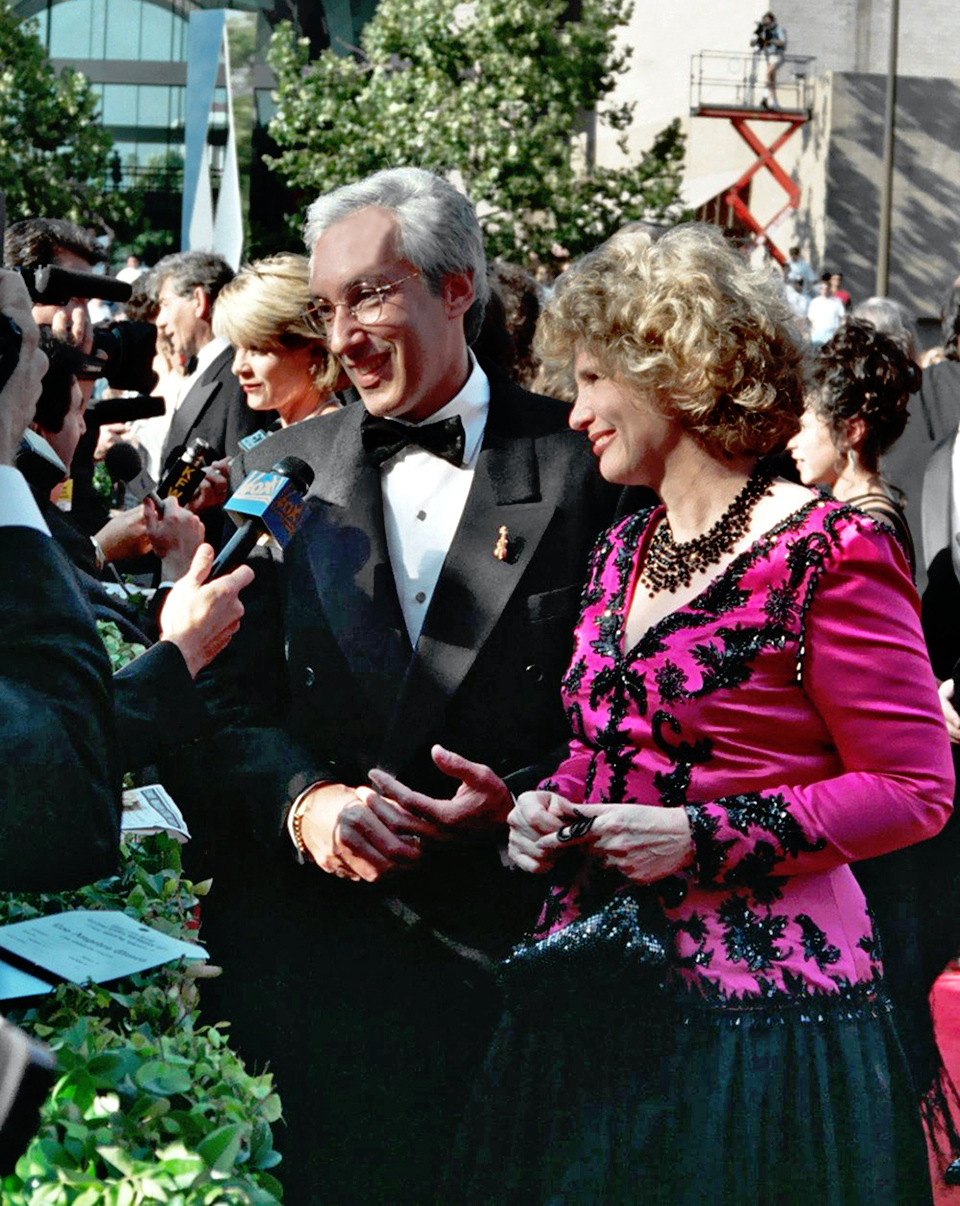
Steven Bochco und Barbara Bosson bei den Emmy Awards 1994

Barbara Bosson (* 1. November 1939 in Charleroi, Pennsylvania; † 18. Februar 2023 in Los Angeles, Kalifornien) war eine US-amerikanische Schauspielerin. Bekannt war sie für ihre Rollen in den Fernsehserien Polizeirevier Hill Street, Inspektor Hooperman und Murder One.

## Leben
Bosson hatte 1968 ihren ersten Filmauftritt in Bullitt. Bekanntheit erlangte sie durch ihre Fernsehhauptrollen Fay Furillo in Polizeirevier Hill Street (1981–1987) für welche sie fünf Emmy-Nominierungen bekam, Captain C.Z. Stern in Inspektor Hooperman (1987–1989) und Miriam Grasso in Murder One (1995–1997) die ihr 1996 einen Q Award (Viewers for Quality Television Awards) sowie eine Emmy-Nominierung einbrachte. Weitere Serienauftritte hatte sie neben anderen in Richie Brockelman, Private Eye (1978), Cop Rock (1990), Civil Wars (1992–1993) und Superman – Die Abenteuer von Lois & Clark (1995).
Filme, in denen sie spielte, sind unter anderem Richie Brockelman: The Missing 24 Hours (1976), Der Model-Killer (1984), Starfight (1984), Hostage Flight (1985), Allison Tate (1986), Ein kleiner Satansbraten (1989) und Der große amerikanische Sexskandal (1990).
Im Februar 1969 heiratete sie den Drehbuchautor und Filmproduzenten Steven Bochco, mit dem sie zwei Kinder hatte. 1998 erfolgte die Scheidung.
Bosson starb am 18. Februar 2023 im Alter von 83 Jahren in Los Angeles.

## Filmografie (Auswahl)

### Filme
- 1968: Bullitt
- 1969: Sexualprotz wider Willen (The Love God?)
- 1974: Mame
- 1976: Richie Brockelman: The Missing 24 Hours (Fernsehfilm)
- 1977: Unternehmen Capricorn (Capricorn One)
- 1978: Operating Room (Fernsehfilm)
- 1984: Der Model-Killer (Calendar Girl Murders, Fernsehfilm)
- 1984: Starfight
- 1985: Mord über den Wolken (Hostage Flight, Fernsehfilm)
- 1986: Allison Tate
- 1989: Ein kleiner Satansbraten (Little Sweetheart)
- 1990: Der große amerikanische Sexskandal (Jury Duty: The Comedy, Fernsehfilm)

### Fernsehserien
- 1969: Mannix (eine Folge)
- 1974, 1976: McMillan & Wife (zwei Folgen)
- 1978: Richie Brockelman, Private Eye (sechs Folgen)
- 1981–1987: Polizeirevier Hill Street (Hill Street Blues, 102 Folgen)
- 1986: L.A. Law – Staranwälte, Tricks, Prozesse (L.A. Law, zwei Folgen)
- 1987–1989: Inspektor Hooperman (Hooperman, 42 Folgen)
- 1990: Cop Rock (zehn Folgen)
- 1992–1993: Civil Wars (drei Folgen)
- 1994: Star Trek: Deep Space Nine (eine Folge)
- 1995: Superman – Die Abenteuer von Lois & Clark (Lois & Clark: The New Adventures of Superman, zwei Folgen)
- 1995–1997: Murder One (41 Folgen)

## Auszeichnungen und Nominierungen
- 1996: Q Award (Viewers for Quality Television Awards) als „Best Supporting Actress in a Quality Drama Series“ für Murder One
- 1981–1985: Fünf Primetime-Emmy-Award-Nominierungen als „Outstanding Supporting Actress in a Drama Series“ für Polizeirevier Hill Street
- 1996: Primetime-Emmy-Award-Nominierung als „Outstanding Supporting Actress in a Drama Series“ für Murder One